# Miss Universo 1974
Miss Universo 1974, la 23.ª edición del concurso Miss Universo, se llevó a cabo en el Folk Arts Theater de la ciudad de Manila (Filipinas) el 21 de julio de ese año (hora local).
Representantes provenientes de sesenta y cinco países y territorios compitieron por el título en esta edición del concurso que por primera vez se realizó en Asia. Al final del evento, Miss Universo 1973, Margarita Moran de Filipinas, coronó como su sucesora a Amparo Muñoz de España. Elegida por un jurado, la ganadora se convirtió en la primera —y hasta ahora única— representante de su país en obtener el título de Miss Universo.
Además, este fue el octavo concurso animado de forma consecutiva por el presentador de televisión estadounidense Bob Barker.

## Historia
La primera Miss Universo, la finlandesa Armi Kuusela (1952), Miss Universo 1967, la estadounidense Sylvia Hitchcock, y Miss Universo 1969, la filipina Gloria Diaz, adornaron el evento. La saliente Miss Universo, la filipina Margarita Moran, coronó como ganadora del concurso a la española Amparo Muñoz (q. e. p. d.) a la conclusión de la transmisión de dos horas. La primera finalista, la galesa Helen Morgan, con el tiempo llegaría a ganar el título de Miss Mundo, en representación del Reino Unido, en noviembre de ese año. El desfile abrió con el desfile de las naciones de las 65 concursantes en sus trajes típicos cantando «Let's Be Friends», acompañado por los cadetes de la Guardia de Honor de la Academia Militar de Filipinas. El desfile de concursantes también se realizó con un segundo número musical basado en una melodía ilocana titulada «Pamulinawen», una canción considerada como una de las favoritas personales del entonces dictador filipino Ferdinand Marcos.
Filipinas fue nuevamente sede del evento 20 años después, cuando se convirtió en la sede de Miss Universo 1994 y 22 años más tarde en 2016. Amparo Muñoz llegó a desarrollar una carrera profesional exitosa en actuación en el cine y la televisión en su país natal.

### Polémica por renuncias al título de Miss Mundo y Miss Universo 1974
Irónicamente, tanto Amparo Muñoz como Helen Morgan dejaron inconclusos sus reinados. Citando diferencias irreconciliables con el certamen, la señorita Muñoz renunció abruptamente a su título de Miss Universo, unos meses después de ganar la corona. En ese momento, la señorita Morgan ya había ganado la corona de Miss Mundo, sólo para renunciar a su título tan sólo unos días después de ganar luego de que se revelara que era una madre soltera. Muñoz nunca fue oficialmente destronada y el título no fue ofrecido a ninguna de las otras finalistas.

## Resultados
| Resultados finales | Concursante |
| ------------------ | --- |
| Miss Universo 1974 | - España - Amparo Muñoz † |
| Primera Finalista  | - Gales - Helen Morgan |
| Segunda Finalista  | - Finlandia - Johanna Raunio |
| Tercera Finalista  | - Colombia - Ella Escandon |
| Cuarta Finalista   | - Aruba - Maureen Vieira |
| Top 12             | - Australia - Yasmin Nagy - Estados Unidos - Karen Morrison - Filipinas - Guadalupe Sánchez - Inglaterra - Kathleen Anders † - India - Shailini Dholakia - Panamá - Jasmine Panay - Puerto Rico - Sonia Stege |

### Orden de Clasificación
| Top 12         | Top 5     |
| -------------- | --------- |
| Inglaterra     | España    |
| Australia      | Aruba     |
| Panamá         | Gales     |
| Finlandia      | Finlandia |
| España         | Colombia  |
| Estados Unidos |           |
| Colombia       |           |
| Gales          |           |
| India          |           |
| Aruba          |           |
| Filipinas      |           |
| Puerto Rico    |           |

## Premios Especiales
Simpatía Islandia, Anna Björnsdóttir
Fotogénica Finlandia, Johanna Raunio
Traje Nacional Corea del Sur, Kim Jae-kyu
Top model France, Louise Le Calvez

## Candidatas
| - Alemania - Ursula Faustle - Argentina - Leonor Guggini Celmira - Aruba - Maureen Ava Vieira - Australia - Yasmin May Nagy - Austria - Eveline Engleder - Bahamas - Agatha Elizabeth Watson - Bélgica - Anne-Marie Sophie Sikorski - Bermudas - Joyce Ann De Rosa - Bolivia - Teresa Isabel Callau - Brasil - Sandra Guimaraes De Oliveira - Canadá - Deborah Tone - Chile - Jeannette Rebecca González - Chipre - Andri Tsangaridou - Colombia - Ella Cecilia Escandon Palacios - Corea - Kim Jae-kyu - Costa Rica - Rebeca Montagne - Curazao - Catherine Adelle De Jongh - El Salvador - Ana Carlota Araujo - Escocia - Catherine Robertson - España - Amparo Muñoz Quesada † - Estados Unidos - Karen Jean Morrison - Filipinas - Guadalupe Cuerva Sanchez - Finlandia - Johanna Raunio - Francia - Louise Le Calvez - Gales - Helen Elizabeth Morgan - Grecia - Lena Kleopa - Guam - Elizabeth Clara Tenorio - Holanda - Nicoline Maria Broeckx - Honduras - Etelinda Mejia Velásquez - Hong Kong - Jojo Cheung - India - Shailini Bhavnath Dholakia - Indonesia - Nia Kurniasi Ardikoesoema - Inglaterra - Kathleen Ann Celeste Anders | - Irlanda - Yvonne Costelloe - Islandia - Anna Björnsdóttir - Islas Vírgenes de los Estados Unidos - Thelma Yvonne Santiago - Israel - Edna Levy - Italia - Loretta Persichetti - Jamaica - Lennox Anne Black - Japón - Eriko Tsuboi - Líbano - Laudy Salim Ghabache - Liberia - Maria Yatta Johnson - Luxemburgo - Giselle Anita Nicole Azzeri - Malasia - Lily Chong Swee Lian - Malta - Josette Pace - México - Guadalupe Del Carmen Elorriaga Valdez - Nicaragua - Francis (Fanny) Duarte de León Tapia - Nueva Zelanda - Dianne Deborah Winyard - Panamá - Jazmine Nereida Panay - Paraguay - María Ángela Zulema Medina - Portugal - Anna Paula Machado Moura - Puerto Rico - Sonia María Stege Chardon - República Dominicana - Jacqueline Candina Cabrera - Senegal - Thioro Thiam - Singapur - Angela Teo Bee Luang - Sri Lanka - Melani Irene Wijendra - Suecia - Eva Christine Roempke - Suiza - Christine Lavanchy - Surinam - Bernadette Werners - Tailandia - Benjamas Ponpasvijan - Trinidad y Tobago - Stephanie Lee Pack - Turquía - Simiten Gakirgoz - Uruguay - Mirta Grazilla Rodríguez - Venezuela - Neyla Chiquinquirá Moronta Sangronis - Yugoslavia - Nada Jovanovsky |

## Jueces
| - Dana Andrews - Edilson Cid Varela - Peggy Flemming - José Greco - Kyoshi Hara - Sterling Moss | - Alysa Pashi - Carlos Romulo - Leslie Uggams - Jerry West - Earl Wilson |